# Rafael Ramazotti de Quadros
Rafael Ramazotti de Quadros (født 8. september 1988) er en brasiliansk fodboldspiller.